# Septembre 1960

## Événements
- 1er septembre : José María Velasco Ibarra revient au pouvoir en Équateur pour un an. Dérivant vers la dictature, il provoque un coup d’État militaire (7 novembre 1961).
- 2 septembre :
  - La première élection du Parlement tibétain en exil de l’histoire du Tibet s’est déroulée le 2 septembre 1960. La communauté tibétaine célèbre cette journée comme le Jour de la Démocratie.
  - Quinze soldats sont tués et 26 autres sont blessés dans un accident lors d'un exercice d'entraînement aux États-Unis.
- 4 septembre : le boxeur américain Cassius Clay gagne une médaille d'or olympique.
- 5 septembre :
  - Conférence de presse du Président Charles de Gaulle sur l'Algérie.
  - Procès Janson sur un réseau français d'aide au FLN.
  - Une étude des Nations unies révèle que la production minière et manufacturière mondiale a plus que doublée lors des 20 dernières années.
  - Chute de Patrice Lumumba, Premier ministre du Congo.
- 6 septembre :
  - Le roi Hussein de Jordanie révèle que le Président Nasser avait eu connaissance de l'assassinat du premier ministre Majali.
  - Publication des Insolences du Frère Untel de Jean-Paul Desbiens.
  - 121 personnes, dont Jean-Paul Sartre, signent un manifeste[1] pour défendre le droit à l’insoumission dans la guerre d'Algérie. Cette déclaration fait scandale.
- 8 septembre : Berlin Est est interdit aux Allemands de l'ouest non munis d'autorisation.
- 10 septembre : Marcel Chaput et André d'Allemagne fondent le RIN, le (Rassemblement pour l'Indépendance nationale) du Québec avec comme président Pierre Bourgault.
- 11 septembre :
  - clôture des 17e Jeux olympiques à Rome (depuis le 25 août).
- 12 septembre : l’état de siège est proclamé sur toute la fédération du Mali, qui vit déjà depuis le 30 août sous le régime de l’état d’urgence.
- 13 septembre : l'ouragan Donna, considéré comme le plus destructif par les américains, tue 30 personnes et laisse derrière lui des milliers des sans-abri sur la côte atlantique, de la Floride au Canada.
- 14 septembre :
  - Coup d'État au Congo-Léopoldville par le colonel Joseph Mobutu.
  - Création de l'Organisation des pays exportateurs de pétrole (OPEP) à Vienne.
  - Démission du Premier ministre du Québec Antonio Barrette, chef de l'Union nationale.
  - Bouleversements importants à la tête du parti communiste albanais.
  - Les principaux pays exportateurs de pétrole (l’Irak, l’Arabie saoudite, l’Iran, le Koweït et le Venezuela) décident de constituer l’Organisation des pays exportateurs de pétrole (OPEP) pour contrebalancer les pouvoirs de l'oligopole formée par les Sept Sœurs sur le marché pétrolier.
- 16 septembre : l'armée du colonel Mobutu ordonne à tous les soviétiques et au personnel de l'ambassade de quitter le Congo-Léopoldville dans un délai de 48 heures.
- 17 septembre :
  - La République populaire de Chine rejette l'accusation indienne d'un avion chinois ayant violé l'espace aérien de l'Inde.
  - Un accord prévoit 900 millions de roubles en crédits soviétiques à long terme, à l'Égypte, pour commencer la deuxième étape du projet du haut-barrage d'Assouan.
- 18 septembre :
  - 2 000 personnes acclament Fidel Castro à son arrivée pour la session des Nations unies à New York.
- Le colonel Mobutu ordonne le retrait de toutes les forces congolaises des provinces du Katanga (État du Katanga sécessionniste) et de Kasaï.
- 19 septembre :
  - Des pluies torrentielles sur les Alpes causent la mort de 39 personnes en Italie.
  - Un avion DC6-B de World Airways explose en plein air et s'écrase après son décollage de Guam, causant la mort de 77 personnes dont des militaires américains.
  - Le Parlement de l'Inde a voté son troisième plan quinquennal.
  - Fondation de l'Université de Calgary.
- 20 septembre :
  - Nikita Khrouchtchev et Fidel Castro se rencontrent pour la première fois à l'Assemblée générale des Nations unies qui accueille 16 nouvelles nations africaines.
- L'OTAN commence les plus importantes manœuvres aériennes, terrestres et marines de son histoire.
  - La quinzième version de l’Assemblée générale des Nations unies s’ouvre par l’adhésion de treize nouveaux États qui ont acquis leur indépendance durant l’année (Chypre, Togo, Cameroun, Madagascar, Somalie, Congo-Léopoldville, Congo-Brazzaville, Dahomey, Haute-Volta, Côte d'Ivoire, Tchad, Gabon, République centrafricaine. Le Sénégal et le Mali seront admis le 28 septembre et le Nigeria le 8 octobre.
- 21 septembre : première réunion de l'Assemblée parlementaire de la République arabe unie au Caire.
- 22 septembre :
  - Le navire S.S. Hope, financé par des fonds privés, et comportant un hôpital flottant et une école de soins médicaux, quitte San Francisco pour une mission de plusieurs années en Indonésie et au Sud Viêt Nam dans le but de former aux traitements médicaux les populations locales.
  - Le socialiste Modibo Keïta proclame l'indépendance de la République du Mali[2] après l'échec de la Fédération du Mali. Il instaure un régime présidentiel fortement centralisé.
- 24 septembre : présentation du programme américain Food For Peace concernant des centaines de millions de personnes des pays les moins développés du monde et souffrant de la faim et de la malnutrition.
- 28 septembre[3] : Castro créé des Comités de défense de la révolution (CDR) pour mobiliser la population contre une éventuelle invasion, mais aussi pour la surveiller et l’encadrer. Un ordre autoritaire se met en place. La justice perd son indépendance, les syndicats sont contrôlés par le gouvernement, la presse est muselée. Des réformes sont lancées. Le régime parvient grâce à une grande campagne, à éradiquer l’analphabétisme. La santé, le logement reçoivent une attention prioritaire.
- 29 septembre : au Canada, la CTCC (Confédération des travailleurs catholiques du Canada) devient la CSN (Confédération des syndicats nationaux).

## Naissances
- 2 septembre : Kristin Halvorsen, femme politique, ancienne ministre norvégienne.
- 5 septembre : Jon van Eerd, acteur, doubleur, scénariste et chanteur néerlandais.
- 7 septembre : Ersin Tatar, homme politique chypriote turc.
- 9 septembre :
  - Hugh Grant, acteur britannique.
  - Bob Hartley, entraîneur de hockey sur glace canadien.
- 10 septembre : Colin Firth, acteur britannique.
- 14 septembre :
  - Anthony Addabbo, acteur et mannequin américain († 18 octobre 2016).
  - Sergio Angulo, footballeur colombien.
  - Didier Gonzales, homme politique français.
  - Melissa Leo, actrice américaine.
  - Olivier Mannoni, traducteur, journaliste et biographe français.
  - Radames Pera, acteur américain.
  - Christian Petzold, réalisateur allemand.
  - Callum Keith Rennie, acteur canadien.
  - Giovanni Renosto, coureur cycliste italien.
  - Antal Róth, joueur de football international hongrois.
  - Shamima Shaikh, féministe sud-africaine († 8 janvier 1998).
- 16 septembre : Marek Wittbrot, journaliste et prêtre catholique polonais.
- 17 septembre : Frédéric Pierrot, acteur français.
- 20 septembre : James A. Pawelzyk, astronaute américain.
- 21 septembre : 
  - David James Elliott, acteur et producteur.
  - Jolanta Fedak, femme politique polonaise († 31 décembre 2020).
- 22 septembre : 
  - Luca Canonici, ténor italien.
  - Isaac Herzog, homme politique israélien et onzième président de l'État d'Israël depuis 2021.
- 25 septembre : Amir Hossein Jahanshahi, homme politique iranien.
- 27 septembre : Jean-Marc Barr, acteur et réalisateur franco-américain.
- 27 septembre : Léonard David, skieur alpin Vallée d'Aoste, originaire de la Vallée d'Aoste († 26 février 1985).
- 28 septembre : Kamlesh Patel, homme politique britannique.

## Décès
- 7 septembre : Wilhelm Pieck (84 ans), ancien président communiste de l'Allemagne de l'Est.
- 8 septembre : Oscar Pettiford, contrebassiste de jazz américain (° 30 septembre 1922).
- 16 septembre : J. Cheever Chowdin (71 ans), ancien patron de Universal Pictures.
- 26 septembre : Emily Post, la grande dame des bonnes manières.